# هولمبرغ II
هولمبرغ II (بالإنجليزية: Holmberg II)‏ هيَ مجرة قزمة تَقع في كوكبة الدب الأكبر وتبعد عن الأرض بمقدار 11 مليون سنة ضوئية. يَبلغ القدر الظاهري لها 11,1m. اكتُشفت هذه المجرة على يد الفلكي السويدي إريك هولمبرغ.
يُهيمن على المَجرة فقاعات غازية متوهجة ضَخمة والتي تُعبتر مناطق تكون النجوم. تَستضيف مَجرة هولمبرغ II مصدر للأشعة السينية الفلكية، وتقترح إحدى الفَرضيات أنَّ هذا الأمر يعود إلى وجود ثقب أسود مُتوسط يسحب المواد المُحيطة به.